# Freulleville
Freulleville – miejscowość i gmina we Francji, w regionie Normandia, w departamencie Sekwana Nadmorska.
Według danych na rok 1990 gminę zamieszkiwało 297 osób, a gęstość zaludnienia wynosiła 27 osób/km² (wśród 1421 gmin Górnej Normandii Freulleville plasuje się na 616. miejscu pod względem liczby ludności, natomiast pod względem powierzchni na miejscu 294.).